# Sharon Farrell
Sharon Farrell (Sioux City, 24 dicembre 1940 – Contea di Orange, 15 maggio 2023) è stata un'attrice statunitense.

## Filmografia parziale

### Cinema
- 20 chili di guai!... e una tonnellata di gioia (40 Pounds of Trouble), regia di Norman Jewison (1962)
- La spia dai due volti (The Spy with My Face), regia di John Newland (1965)
- Jim l'irresistibile detective (A Lovely Way to Die), regia di David Lowell Rich (1968)
- L'investigatore Marlowe (Marlowe), regia di Paul Bogart (1969)
- Boon il saccheggiatore (The Reivers), regia di Mark Rydell (1969)
- La macchina dell'amore (The Love Machine), regia di Jack Haley Jr. (1971)
- Baby Killer (It's Alive), regia di Larry Cohen (1974)
- Snack bar blues (Out of the Blue), regia di Dennis Hopper (1980)
- Professione pericolo (The Stunt Man), regia di Richard Rush (1980)
- Una magnum per McQuade (Lone Wolf McQuade), regia di Steve Carver (1983)
- La notte della cometa (Night of the Comet), regia di Thom Eberhardt (1984)
- Playboy in prova (Can't Buy Me Love), regia di Steve Rash (1987)
- Arcade - Impatto virtuale (Arcade), regia di Albert Pyun (1993) - video
- Beyond Desire, regia di Dominique Othenin-Girard (1995)

### Televisione
- Alfred Hitchcock presenta (Alfred Hitchcock Presents) – serie TV, episodio 7x29 (1962)
- Saints and Sinners – serie TV, 12 episodi (1962-1963)
- The Lieutenant – serie TV, episodio 1x12 (1963)
- Sotto accusa (Arrest and Trial) – serie TV, episodio 1x17 (1964)
- Gunsmoke – serie TV, 3 episodi (1963-1964)
- Ben Casey – serie TV, 3 episodi (1963-1965)
- Il dottor Kildare (Dr. Kildare) – serie TV, 4 episodi (1964-1965)
- Operazione U.N.C.L.E. (The Man from U.N.C.L.E.) – serie TV, 3 episodi (1964-1967)
- The Wackiest Ship in the Army – serie TV, episodio 1x25 (1966)
- Iron Horse – serie TV, episodio 1x18 (1967)
- Sulle strade della California (Police Story) – serie TV, 3 episodi (1973-1975)
- Hawaii Five-O – serie TV, 13 episodi (1977-1980)
- Bambini in vendita (Born to Be Sold) – film TV (1981)
- Febbre d'amore (The Young and the Restless) – serie TV, 81 episodi (1991-1997)
- Broken at Love – serie TV, 2 episodi (2013-2014)